# راشيل بيرمان
راشيل بيرمان هي رسامة كندية، ولدت في 1946 في نيو أورلينز في الولايات المتحدة، وتوفيت في 28 مايو 2014 في فيكتوريا في كندا.